# 죽음의 계급화
죽음의 계급화(영어: Hierarchy of death)는 언론인과 학자들이 전 세계의 다양한 사망 사건에 들어가는 미디어의 관심이 관련 인물의 배경 또는 사회적 지위에 비례하는 경우가 많다는 것을 설명하는 데 사용하는 용어다.